# The Virtues
The Virtues was een instrumentaal combo uit Philadelphia, in de staat Pennsylvania in de Verenigde Staten. Gitarist Frank Virtue, alias "Virtuoso" richtte de band in 1947 op, met Ralph Frederico op piano, Sonny Ferns op saxofoon, Jimmy Bruno sr. op ritmische gitaar en Barry Smith, beter bekend als Joe Gillespie, op drums.
In 1958 zetten The Champs en Duane Eddy een trend die resulteerde in een lange reeks van instrumentale hits. Meeste bands hadden vaak maar één echte hit en The Virtues was hier een schoon voorbeeld van. 
Vanaf kort na de Tweede Wereldoorlog had Virtue leiding gegeven aan het Virtuoso Trio maar gedurende deze periode speelden ze zelden ten overstaande van jong publiek en bleef hun rocking guitar sound onopgemerkt. 
In 1959 kregen The Virtues bekendheid toen "Guitar Boogie Shuffle" een nummer 5 notering behaalde in de Amerikaanse hitlijsten. De hit geschreven door A. Smith was eerder dat jaar opgenomen bij Virtue in de kelder. 
Voor de Virtues bleef het bij deze ene hit, en scoorde enkel nog een mager succesje door mee te teren op het twistsucces van de plaatsgenoot Chubby Checker in 1962 met "Guitar Boogie Shuffle Twist" die het tot een 96e plaats in de hitlijsten bracht.
The Virtues hielden min of meer op te bestaan toen Frank Virtue een opnamestudio begon in 1962 en namen ongeveer 22 singles op. Zijn studio Virtue Recording Studios was een van de top studios in Philadelphia en bestond tot in de vroege jaren 80.